# Platycerota inapertaria
Platycerota inapertaria är en fjärilsart som beskrevs av Walker 1862. Platycerota inapertaria ingår i släktet Platycerota och familjen mätare. Inga underarter finns listade i Catalogue of Life.